# Dixiecrat
Le terme Dixiecrat désignait autrefois aux États-Unis le States' Rights Democratic Party (Parti démocrate pour les droits des États) mais continue à être employé pour désigner les élus démocrates conservateurs du sud.
Le terme historique de Southern Democrat continue également à désigner l'ensemble des élus du Parti démocrate dans les anciens États confédérés.
Aujourd'hui, le States' Rights Democratic Party a disparu et les élus Southern Democrats jouent leur survie au niveau de la politique locale des États.
Politiquement, si les Southern Democrats sont des populistes conservateurs, les Dixiecrats (ou Dixiecrates) sont plus à droite encore, voire à l'extrême droite.

## Origine

Illustration du vote démocrate « du Sud » (en bleu) lors de l'élection présidentielle de 1924.

Le terme de Dixie désigne les États du Sud qui pratiquaient l'esclavage.
Les élus du Parti démocrate dans cette région se sont fait appeler Southern Democrats pour manifester leur origine et leur indépendance vis-à-vis du Parti démocrate au niveau national.
Populistes, anciens partisans de l'esclavage, les Southern Democrats, appelés aussi Dixiecrats, ont ainsi assuré pendant une centaine d'années la domination des démocrates dans les anciens États confédérés d'Amérique. Ils ont constitué une sorte d'État dans l'État au sein du Parti démocrate, et formait le Solid South.

## Idéologie
Défenseurs d'une politique ségrégationniste (lois Jim Crow) au travers de l'exception culturelle du Sud, les Dixiecrats sont des ultraconservateurs du point de vue de la morale, sont opposés à l'intégration raciale mais sont également des partisans d'une politique très progressiste en matière de droit du travail, au bénéfice des « pauvres blancs » (poor whites). Leur devise est « Segregation Forever! »
Ils sont aussi les plus contestataires de l'impérialisme yankee assimilé aux gens du Nord. Ils sont très nostalgiques du Sud d'avant la Guerre de Sécession.
Certains Southern Democrats rejettent cependant ce terme de Dixiecrat car leur conservatisme et leur populisme ne va pas jusqu'à défendre inconditionnellement la ségrégation raciale et la nostalgie du vieux Sud.

## Élection présidentielle de 1948

Division du vote démocrate lors de l'élection présidentielle de 1948.

En 1948, trente-cinq délégués démocrates de l'Alabama et du Mississippi quittent la convention nationale démocrate ulcérés par la décision du président Harry Truman de procéder à l'intégration raciale dans les forces armées et par le discours du sénateur Hubert Humphrey du Minnesota appelant le parti à adopter d'urgence un programme anti-ségrégationniste.
Ces délégués créèrent alors le « parti démocrate pour le droit des États », premier parti officiellement Dixiecrat. À leur convention à Birmingham en Alabama, ils désignèrent Strom Thurmond, gouverneur de Caroline du Sud, comme candidat Dixiecrat à l’élection présidentielle de 1948 pour défendre les droits des États contre les empiètements de l'État fédéral. Sa candidature manifestait la crainte des Dixiecrats devant les demandes de déségrégation de plus en plus forte dans le reste du pays. Fielding L. Wright (en), gouverneur du Mississippi, était le candidat à la vice-présidence.
Ils réussirent à se faire déclarer candidats officiels du Parti démocrate dans quatre États, Alabama, Louisiane, Mississippi, et Caroline du Sud alors que dans les autres États, ils concouraient en tant que 3e parti.
Le ticket Thurmond-Wright emporta le jour de l'élection les quatre États les plus démocrates du sud qu'étaient le Mississippi (87 %), l'Alabama (80 %), la Louisiane (49 %) et la Caroline du Sud (72 %) représentant 2,41 % des électeurs américains pour 1 169 021 votes et recueillant 39 votes de grands électeurs.

## Le tournant des années 1950 et 1960
|                                               |  |  |
| La bascule du Solid South entre 1960 et 1964. |  |  |

Les années 1950 et 1960 ont constitué un tournant avec la déclaration d'inconstitutionnalité de la ségrégation raciale par la Cour suprême des États-Unis puis avec la loi sur les droits civiques initiée par le président démocrate texan Lyndon Johnson.
En 1956, en Alabama, le grand électeur démocrate W. F. Turner (en), qui devait voter pour Stevenson et Kefauver, choisit de voter pour le juge Walter Burgwyn Jones (en) et le sénateur Herman Talmadge, tous deux ségrégationnistes. De manière similaire, Harry F. Byrd, Sr. remporte 15 votes électoraux lors de l’élection de 1960 bien qu'il n’ait jamais été annoncé comme candidat à la présidence.
Les élections présidentielles de 1964 et 1968 ont été les premiers signes de la désertion du Parti démocrate par les électeurs blancs, ulcérés par la fin de leurs privilèges, accordant pour la première fois leurs suffrages à des républicains conservateurs. 

## L'élection présidentielle de 1968 et l’American Independent Party

Percée du vote pour le Parti Indépendant lors l'élection présidentielle de 1968.

En 1968, c'est George Wallace, gouverneur de l'Alabama qui reprend l'étiquette Dixiecrat pour se présenter à l'élection présidentielle. Candidat du Parti Indépendant Américain, opposé aux droits civiques, Wallace arrive en tête devant les candidats républicains et démocrates en Arkansas (38 %), Louisiane (48 %), Alabama (65 %), Mississippi (63 %) et Géorgie (43 %), totalisant 13,53 % des suffrages représentant 9 901 118 électeurs et 46 grands électeurs.

## Le revirement politique
Au cours des années 1970, certains élus Dixiecrats, comme Strom Thurmond et Albert Watson (en), abandonnent le parti démocrate pour le parti républicain et effectuent un revirement politique. Thurmond, durant les années 1970, bien avant de nombreux autres politiciens du Sud, devient partisan de l'intégration des Noirs. Il apporte son soutien à la nomination de juges noirs dans les cours fédérales. 
D'autres plus populistes comme Wallace restent membres du parti démocrate mais effectuent leur aggiornamento et deviennent des partisans de l'intégration raciale, prenant souvent acte du fait que les électeurs de leur circonscription électorale étaient majoritairement noirs et ralliés aux démocrates.
La Southern Strategy de Nixon dans les 1970 vise à gagner des voix dans le Sud en récupérant les modérés et en politisant les chrétiens évangéliques du Sud qui en grande majorité ne votaient pas. Ce discours amène une partie de la population sudiste à voter pour le parti républicain qui se voit doter d'une nouvelle faction correspondant alors aux évangéliques. Entre 1970 et 2003, tous les États du Sud vont se doter de gouverneurs républicains alors que le terme southern democrat supplante de nouveau celui de Dixiecrat.
Depuis les années 1980, les Southerns Democrats représentent souvent une des composantes de l'aile conservatrice du parti démocrate.
En 2000 et 2004, pas un seul État du Sud n'a voté pour un candidat démocrate à l'élection présidentielle. Bien au contraire, ils ont tous été le socle de la victoire du candidat républicain conservateur George W. Bush, lequel avait transformé quelques années auparavant l'État du Texas d'une chasse gardée démocrate en bastion républicain imprenable.
En 2006, 17 des 20 sénateurs au Congrès représentant les anciens États de la Confédération sont des membres du Parti républicain. Dans les années 1950, ils étaient tous démocrates dont ils constituaient le socle de leur domination au Congrès.

## Personnalités «southern democrats»
- Harry F. Byrd, Sr. (1887-1966), sénateur démocrate de Virginie
- Robert Byrd (1917-2010), sénateur démocrate de Virginie-Occidentale
- Bull Connor (1897-1973), commissaire de la sécurité public de Birmingham, Alabama (1957–1963), démocrate
- Orval Faubus (1910-1994), ancien gouverneur démocrate de l'Arkansas
- Mills Godwin (1914-1999), ancien gouverneur de Virginie
- Albert Arnold Gore (1917-1998), représentant du Tennessee et père de l'ancien vice-président de Bill Clinton Al Gore
- Jesse Helms (1921-2008), ancien démocrate, rejoint le parti républicain en 1970, sénateur de Caroline du Nord de 1973 à 2003
- Benjamin Travis Laney (1896-1977), ancien gouverneur démocrate de l'Arkansas
- Russell B. Long (en) (1918-2003), ancien sénateur démocrate de la Louisiane
- Lester Maddox (en) (1915-2003), ancien gouverneur démocrate de Géorgie
- John McClellan (1896-1977), ancien sénateur démocrate de l'Arkansas
- Zell Miller (1932-2018), ancien sénateur démocrate de Géorgie, rallié à George W. Bush en 2004
- John Rarick (en) (1924-2009), ancien membre de la chambre des représentants pour la Louisiane, D'abord démocrate il rejoindra l' AID jusqu'à sa mort en 2009
- Richard Brevard Russell (en) (1897-1971), gouverneur puis sénateur de Géorgie, démocrate
- John Stennis (1901-1995), ancien sénateur démocrate du Mississippi
- Herman Talmadge (1913-2002), ancien sénateur démocrate de Géorgie
- Strom Thurmond (1902-2003), ancien gouverneur de Caroline du Sud, sénateur de 1955 à 2003, rallié aux républicains en 1964
- George Wallace (1919-1998), ancien gouverneur démocrate de l'Alabama, ancien sénateur
- Albert Watson (en) (1922-1994), ancien membre de la chambre des représentants pour la Caroline du Sud, rejoint le parti républicain en 1965